# Linfen
Linfen (of Linfenxi) is een stadsprefecuur in het zuidwesten van de noordelijke provincie Shanxi, Volksrepubliek China.
Volgens het Blacksmith Institute is Linfen in 2006 een van de 10 meest vervuilde steden ter wereld. De stad heeft met name zware luchtverontreiniging vanwege de steenkolenmijnen.